# Archachatina knorri
Archachatina knorri е вид коремоного от семейство Achatinidae.

## Разпространение
Видът е разпространен в Либерия.